# Joan Xifreu i Subirats
Joan Xifreu i Subirats   (Barcelona, 11 de febrer de 1911 - Barcelona, 2 de desembre de 1971) fou un futbolista català de la dècada de 1930.
Jugava a la posició de davanter centre. Començà la seva carrera al Gràcia FC. El 1927 fitxà pel CE Europa, amb qui debutà a la primera divisió espanyola. La temporada 1929-30 jugà al RCD Espanyol, també a primera divisió. Posteriorment jugà a FC Vilafranca, FC Martinenc, Girona FC, FC Tàrrega i CD Blanes.